# Calamagrostis subchalybaea
Calamagrostis subchalybaea är en gräsart som beskrevs av Nikolai Nikolaievich Tzvelev. Calamagrostis subchalybaea ingår i släktet rör, och familjen gräs. Inga underarter finns listade i Catalogue of Life.